# 陬市镇
陬市镇，是中华人民共和国湖南省常德市桃源县下辖的一个乡镇级行政单位。

## 行政区划
陬市镇下辖以下地区：
下街社区、上街社区、解放街社区、兴盛街社区、李家洲社区、万家嘴社区、酒铺岗村、高湾村、长乐村、三里铺村、新茶庵村、鸬鹚洲新村、畲田村、神仙桥村、洋洲村、小马山村、观音桥村、青龙村、福德山村和团结路村。